# Kitty, Daisy & Lewis
Kitty, Daisy & Lewis es un grupo de música inglés compuesto por Kitty Durham, Lewis Durham y Daisy Durham; su música está fuertemente influenciada por el Rockabilly, R&B, Swing, Country, Blues, y Rock and Roll, y su estilo se aproxima al Rockabilly Revival, al Country vintage y a la primera generación de blues. Sus principales referencias son los "tres Louis": Louis Jordan, Louis Prima y Louis Armstrong, pero podrían nombrarse otros como Ray Charles, Muddy Waters, Elvis Presley, Johnny Cash, Sam Cooke.
Los tres hermanos se reparten los instrumentos y cambian sus papeles de vocalista e instrumentalista en cada canción. Kitty Durham (29 años), la más joven del grupo, normalmente canta y toca la armónica, la batería o percusión, el ukulele, el banjo, el trombón, y la guitarra. Lewis Durham (32 años) canta ocasionalmente y toca la guitarra, la guitarra lap steel, el piano, el banjo, y la batería o percusión. Daisy Durham (34 años) es la mayor del grupo, canta y toca la batería o percusión, el piano, el acordeón y el xilófono. Sus padres (Graeme Durham y Ingrid Weiss) participan también, con la guitarra rítmica y el contrabajo. 
No utilizan ningún formato digital en la grabación de sus canciones, todo se realiza de forma analógica: Lewis es un fanático de los vinilos y graba sus canciones en dichos formatos; esto y su afición por la música vintage le llevó a publicar una recopilación A to Z - Kitty, Daisy & Lewis - The Roots of Rock 'n' Roll, el cual fue nombrado álbum del año 2007 por The Guardian.

## Biografía
Kitty, Daisy y Lewis fueron criados en una familia en la cual la música era parte de su día a día: su padre es guitarrista e ingeniero jefe en The Exchange Recordings, uno de los mejores estudios de grabación de Londres, mientras que su madre tocaba la batería con el grupo punk The RainCoats.
En 2002, mientras asistían a una sesión de The Arlenes con sus padres, Lewis y Kitty fueron invitados a unirse a ellos en el banjo y en la percusión, respectivamente, tocando el tema Folsom Prison Blues. Surgió la idea de formar un grupo de música.
La siguiente ocasión que Big Steve(componente de The Arlenes) tocó en el pub de los Durham, Lewis y Kitty volvieron a subir al escenario; se unió esta vez su hermana Daisy en el acordeón, que también quiso formar parte: aprendió rápidamente tres acordes e interpretaron la misma canción: Folsom Prison Blues. 
Hubo una tercera vez en la que tocaron con Big Steve; Kitty como vocal y con la armónica, Lewis con su primera guitarra Gretsch y Daisy marcando el ritmo con un "hi hat"(o platillo Charles), tocaron Mean Son of a Gun, el cual sería más tarde su segundo sencillo. En ese momento decidieron seguir adelante con la idea de tener su propio grupo de música definitivamente.

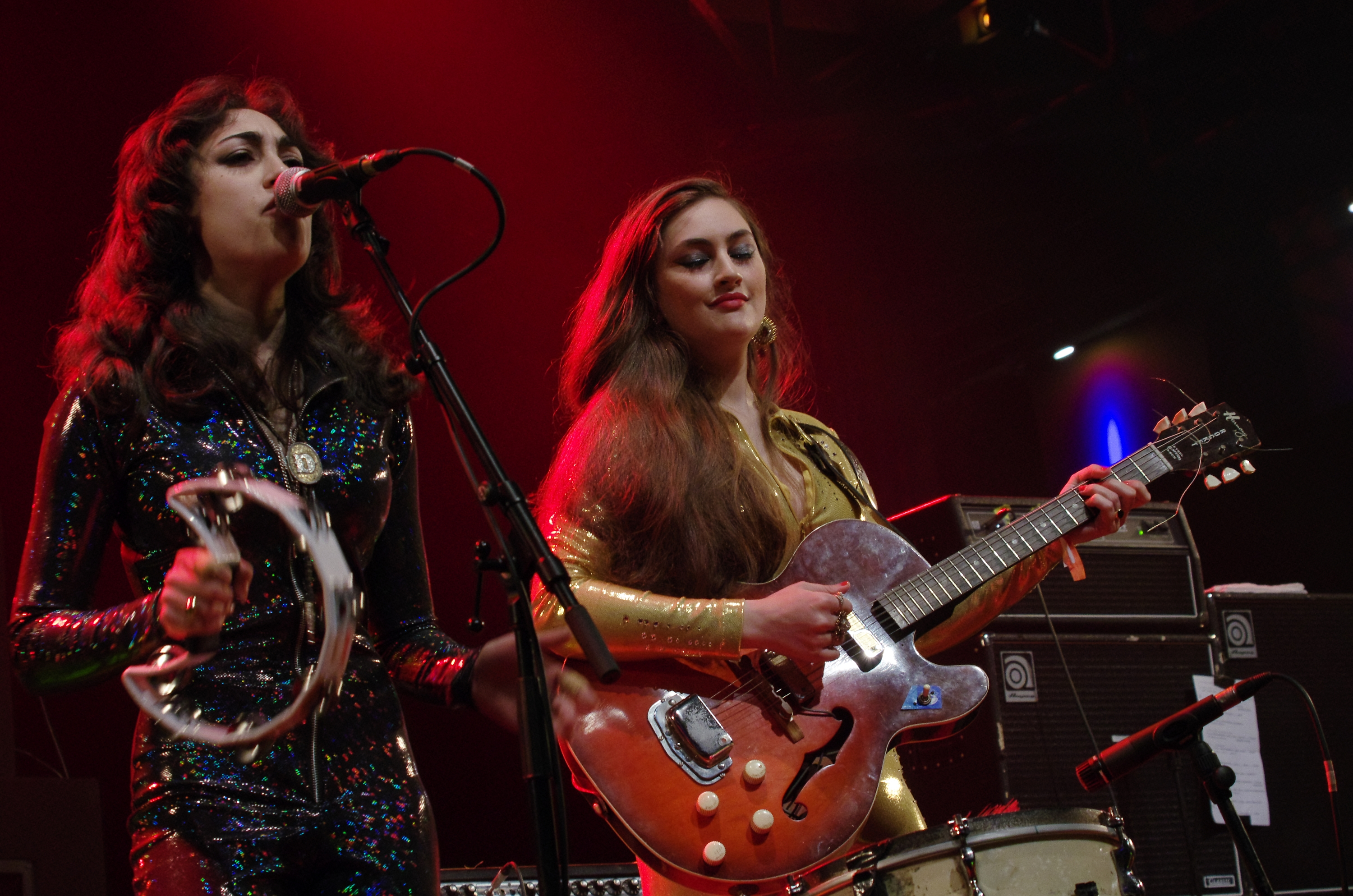
Kitty y Daisy en el festival Traumzeit, año 2014

Reclutaron a su madre Ingrid y su padre Graeme intentando llegar a la música que querían hacer. Los hermanos demostraban gran talento y recordaban a una época pasada, no hacían música corriente, así que comenzaron a ser famosos en el mundillo del country en Inglaterra. Esto les llevó a grabar su primer sencillo en su propio estudio en casa, Honolulu Rock, cuando Kitty tan solo tenía doce años, Lewis catorce y Daisy dieciséis. Un año más tarde, salió a la luz su segundo sencillo, Mean Son of a Gun, el cual se publicó en un formato de 7 pulgadas a 45 rpm y una edición limitada de 10 pulgadas a 78 rpm. El tercer sencillo vino en julio de 2008, Going Up the Country, como un prólogo a su primer disco, el cual salió a la venta poco después.
Han participado en festivales como Bestival en 2006, 2007 y 2008, Glastonbury en 2007 y 2008 y Festival de Música Sonidos Líquidos en 2017 en Lanzarote; han sido teloneros de Jools Holland, Mika, Billy Bragg, Mark Ronson y Razorlight en el Earls Court Arena de Londres. Durante el año 2009 realizaron una gira junto a Coldplay.

## Miembros de la familia Durham

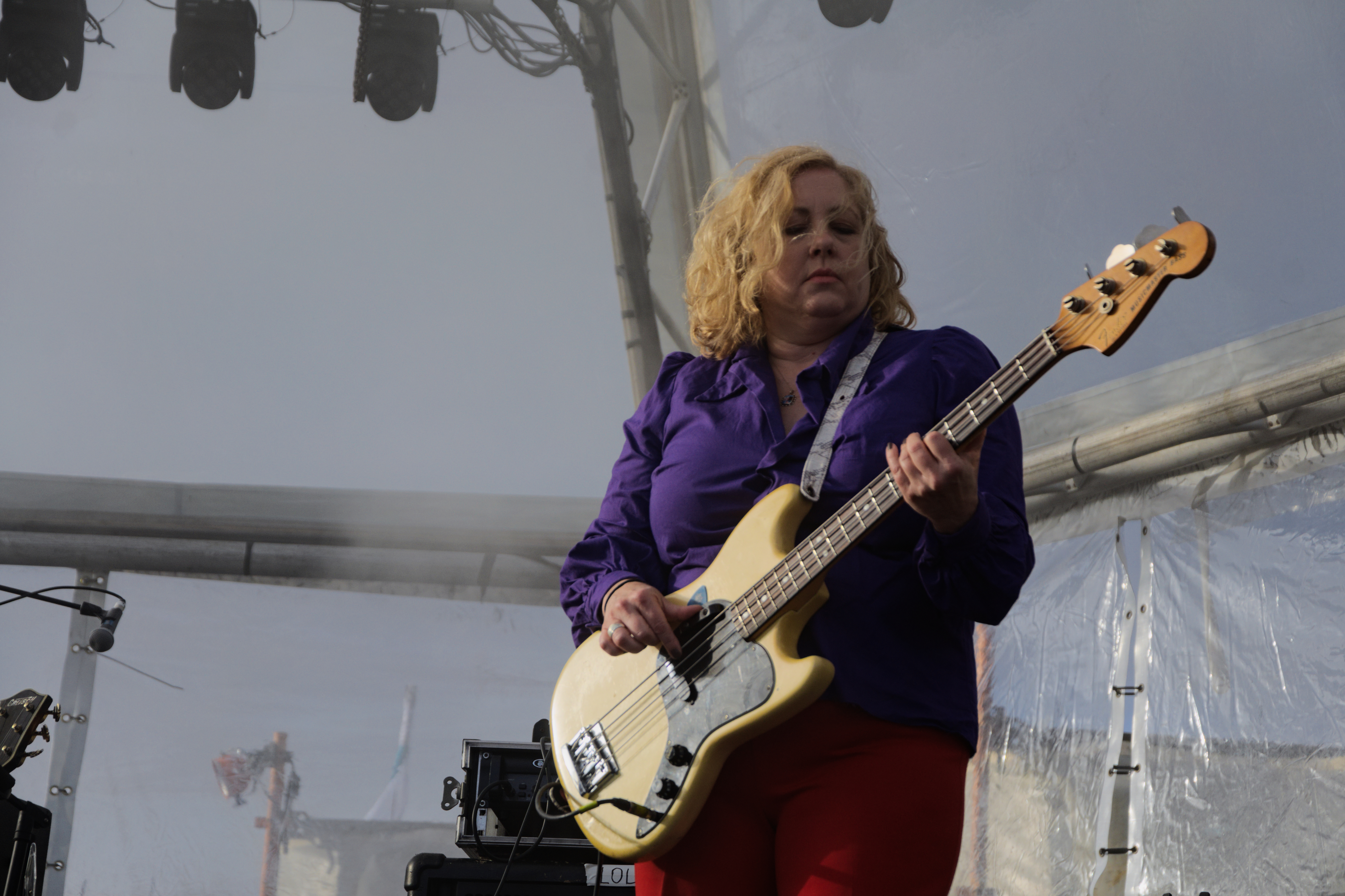
Ingrid Weiss en el Festival de Música Sonidos Líquidos 2017 en La Geria, Lanzarote
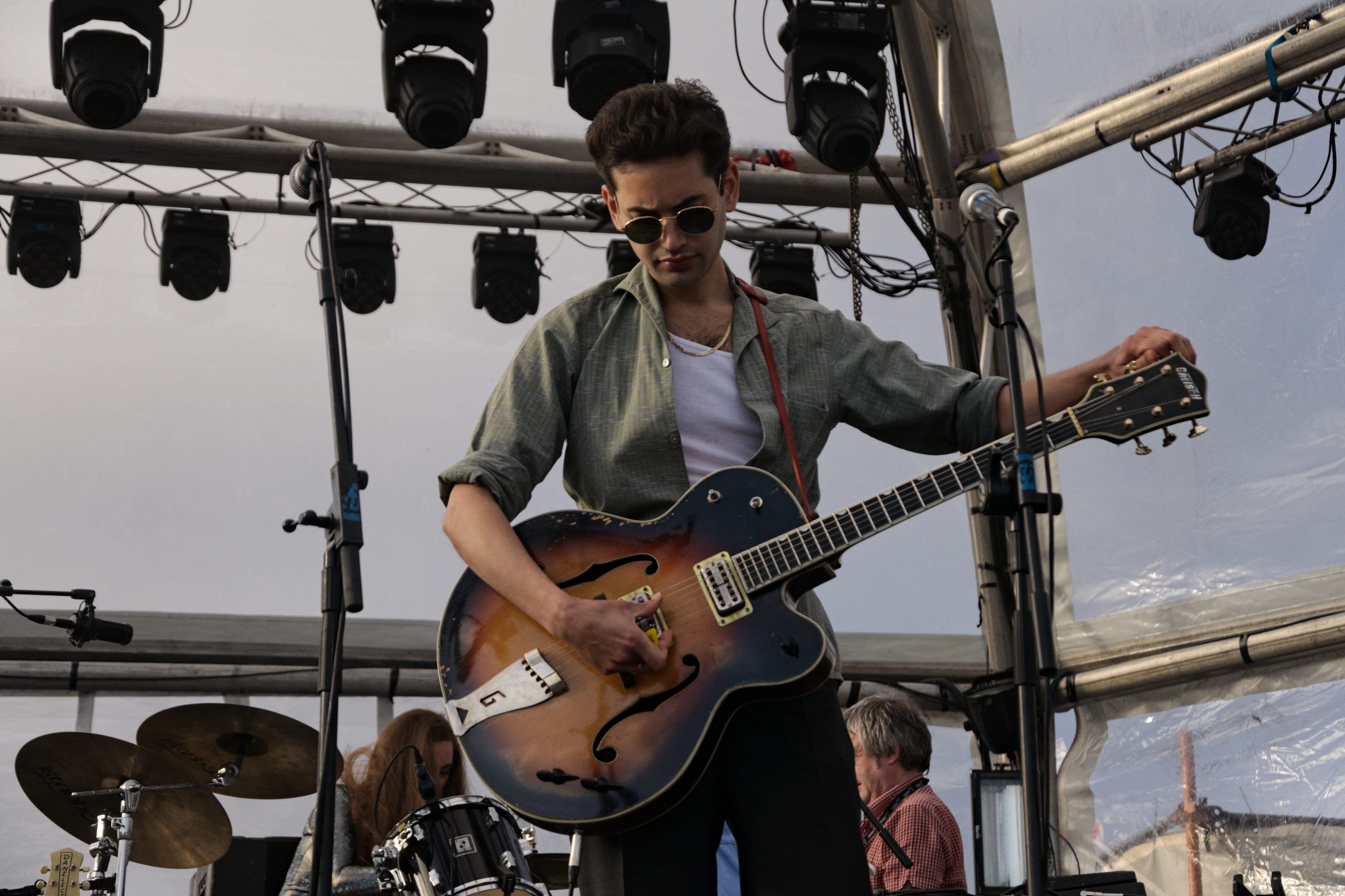
Lewis Durham en el Festival de Música Sonidos Líquidos 2017 en La Geria, Lanzarote.
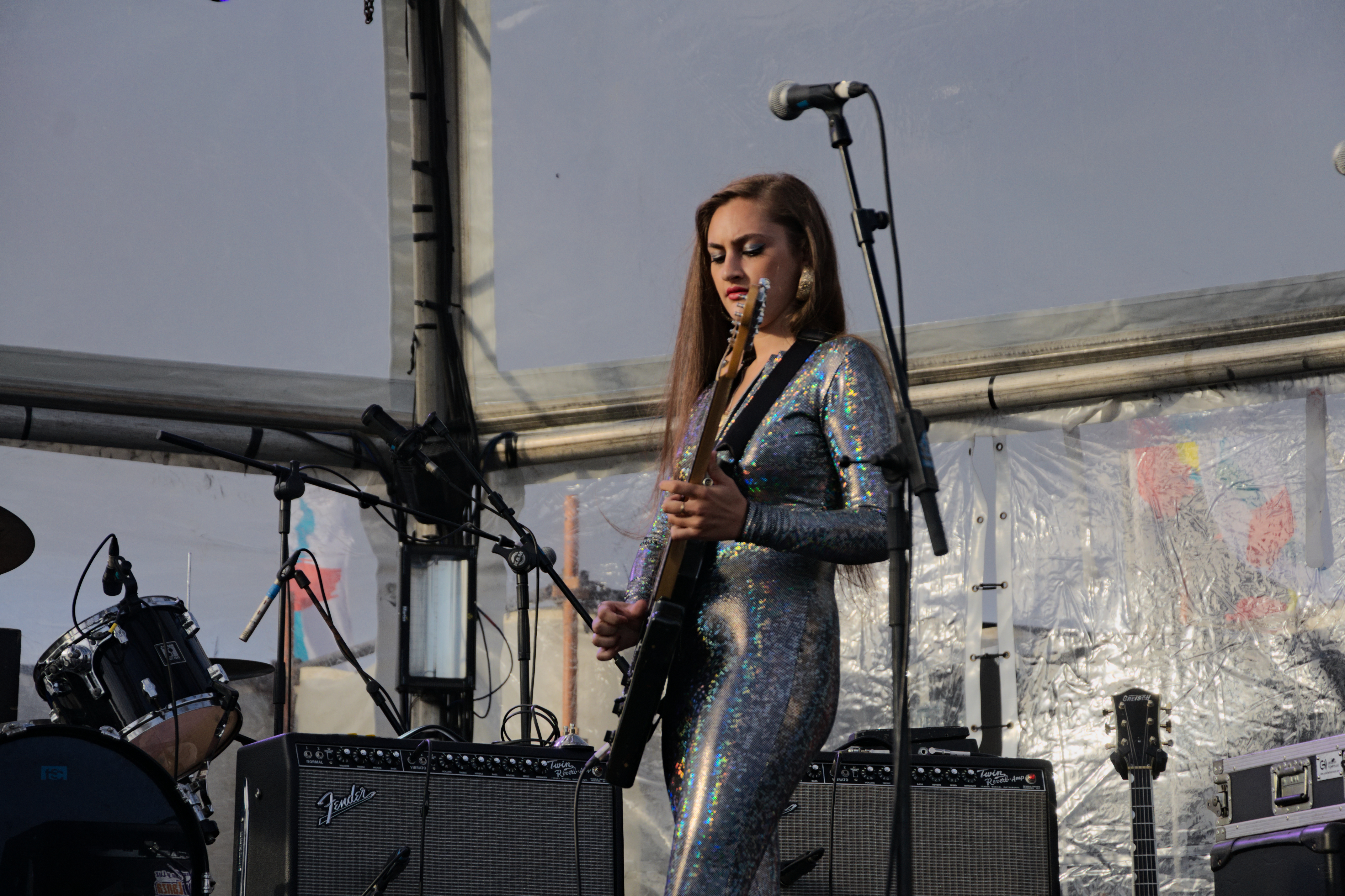
Kitty Durham en el Festival de Música Sonidos Líquidos 2017 en La Geria, Lanzarote.
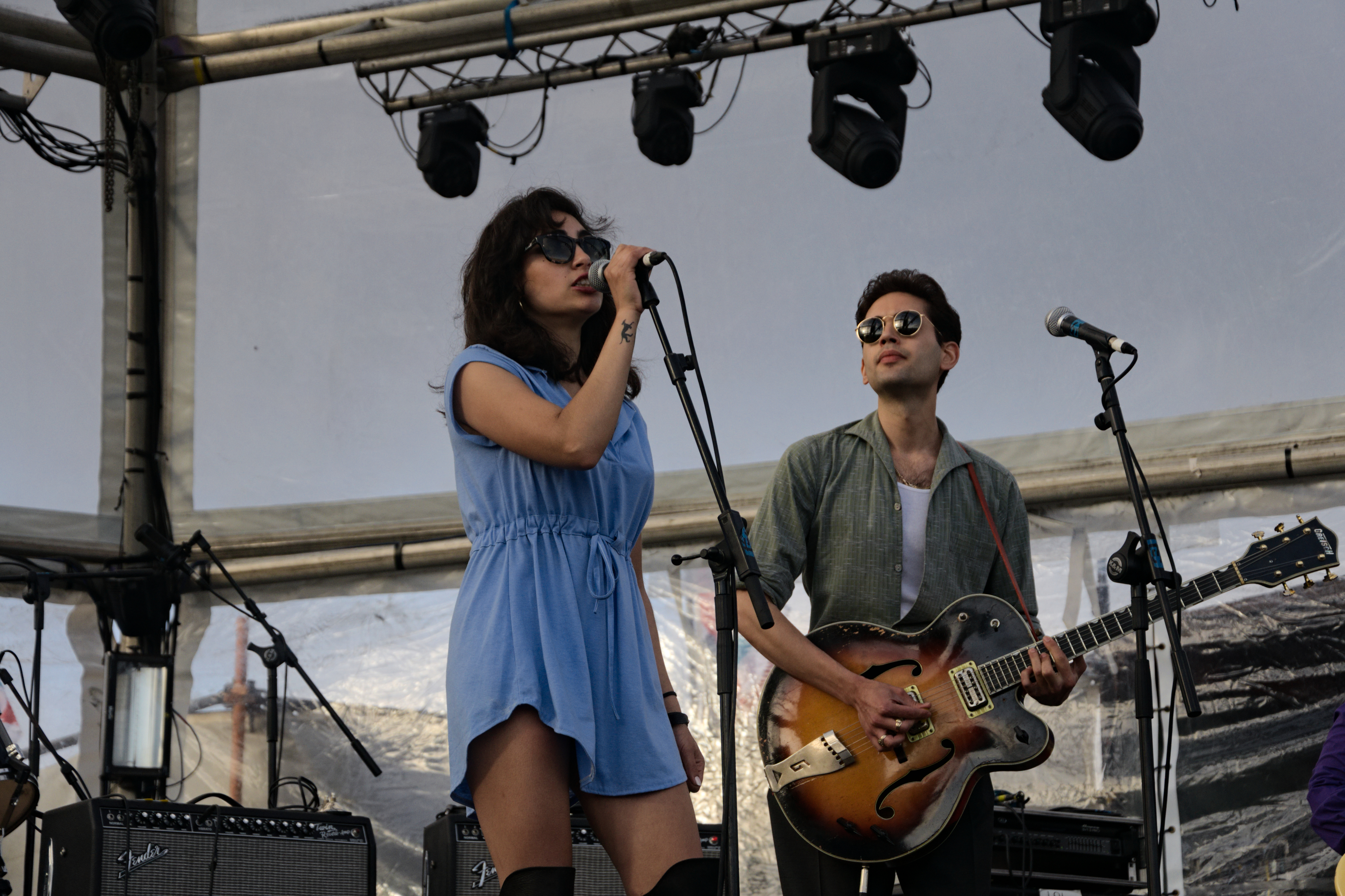
Daisy Durham y Lewis Durham en el Festival de Música Sonidos Líquidos 2017 en La Geria, Lanzarote.
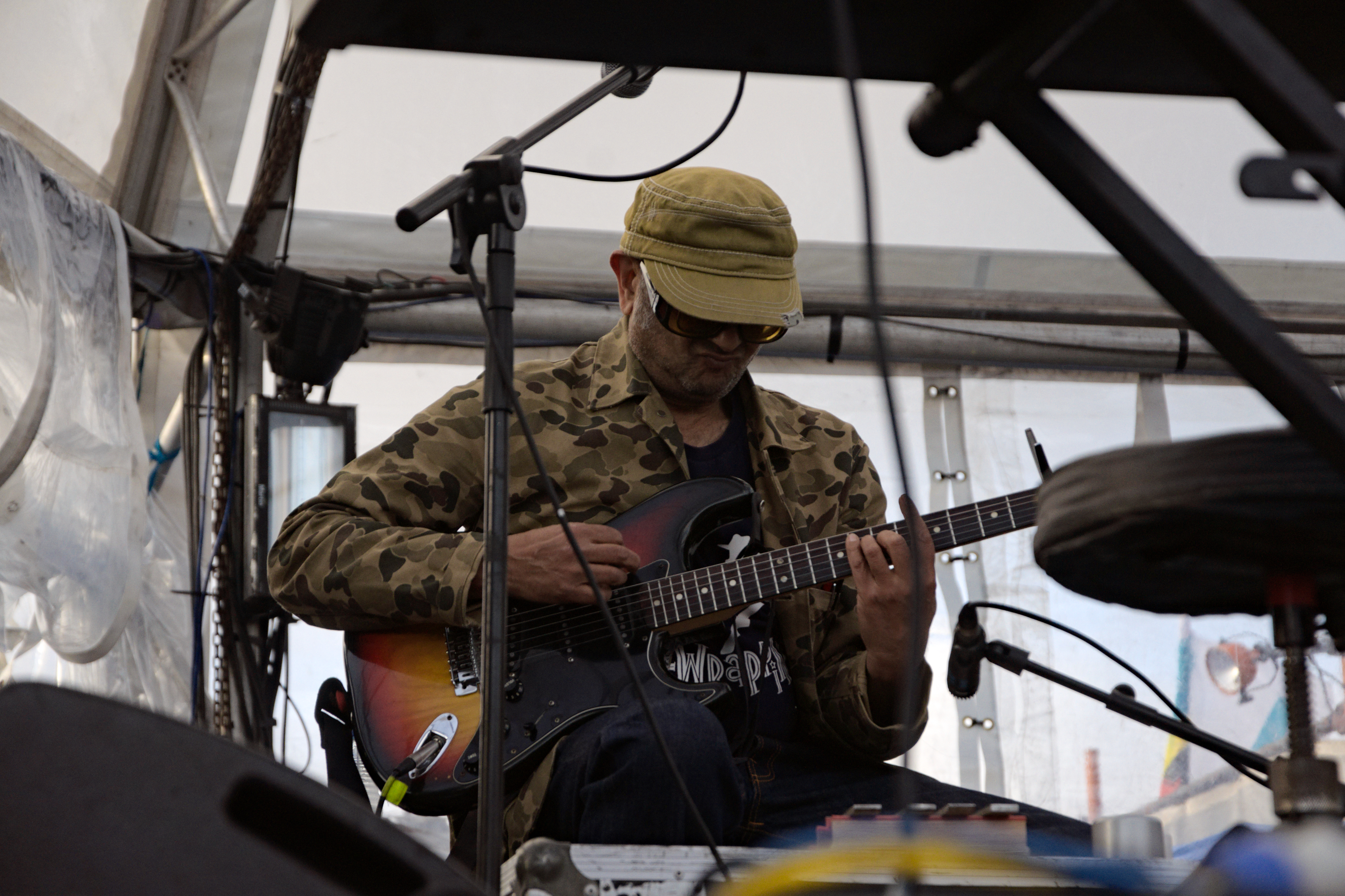
Graeme Durham en el Festival de Música Sonidos Líquidos 2017 en La Geria, Lanzarote.

## Discografía

### Kitty, Daisy & Lewis
Su único disco hasta la fecha, tiene el mismo nombre del grupo. Salió a la venta el 28 de julio de 2008 con la discográfica Sunday Best, en formato CD, y en formato vinilo de doce pulgadas a 78 rpm, algo que no se veía desde hace más de cincuenta años. 
| N.º | Tema                    | Duración |
| --- | ----------------------- | -------- |
| 1   | Going Up the Country    | 3:18     |
| 2   | Buggin' Blues           | 4:09     |
| 3   | Polly Put the Kettle On | 2:56     |
| 4   | Honolulu Rock-A-Roll-A  | 2:02     |
| 5   | I Got My Mojo Working   | 3:28     |
| 6   | Mean Son of a Gun       | 2:37     |
| 7   | Hillbilly Music         | 3:12     |
| 8   | Mohair Sam              | 3:13     |
| 9   | Ooo Wee                 | 2:43     |
| 10  | Swinging Hawaii         | 1:52     |

A pesar de que nueve de diez canciones son versiones, tuvo gran éxito, siendo calificado con 4/5 por The Guardian y The Times. Buggin' Blues fue escrita por Lewis, acorde al estilo del resto del disco; también ha sido editada como sencillo junto a (Baby) Hold Me Tight, escrita por su hermana Kitty.

### Singles
| Sencillo                             | Año  |
| ------------------------------------ | ---- |
| Honolulu Rock and Roll               | 2005 |
| Mean Son Of A Gun                    | 2006 |
| Going Up The Country                 | 2008 |
| (Baby) Hold Me Tight y Buggin' Blues | 2008 |

Todos ellos editados en formato vinilo.

### Smoking in heaven (2011)
Lista de canciones del disco:
1. Tomorrow (4:22)
2. Will i ever (3:07)
3. Baby don't you know (5:31)
4. Don't make a fool out of me (3:53)
5. I'm going back (3:35)
6. Paan man boogie (4:09)
7. Messing with my life (4:46)
8. What quid (7:32)
9. You'll soon be here (2:29)
10. I'm so sorry (4:23)
11. You'll be sorry (3:32)
12. I'm coming home (4:25)
13. Smoking in heaven (8:47)